# Krap
Krap (znanstveno ime Cyprinus carpio) je sladkovodna riba, ki najpogosteje domuje v jezerih ter večjih, počasnih rekah Evrope in Azije. »Divja« populacija v naravi živečih (rečnih) krapov je ocenjena kot ogrožena pred izumrtjem, vendar pa je vrsta tudi udomačena in je bila vložena v vode po vsem svetu. Zato je pogosto obravnavana tudi kot invazivna vrsta. Krap velja za najpomembnejšo vzrejno ribo toplih, nižinskih ribnikov. Krap doseže starost tudi do 100 let.

## Način prehranjevanja
Krapi se prehranjujejo predvsem z najbolj naravnim vsrkanjem hrane z dna, in z vzemanjem hrane z ustmi. Hrano prežvečijo z žrelnimi zobmi. Dnevno lahko poje tudi do 30% svoje teže.

### Hrana
Najpogostejša naravna hrana so črvi, ličinke, vodna trava, školjke, raki, pijavke,... Kot vabo ribiči najpogosteje uporabljajo bojlije, koruzo, konopljo, sipko hrano,... Je vsejed.

## Vrste
Divji - zraste do 15 kg, je podolgovat, ogrožen zaradi ubijanja in križanj z gojenim krapom. Živi v večinoma v odmaknjenih rekah, odmaknjenih od območij poselitve. S križanjem je nastalo več vrst.

### Gojeni krap
Živi v rekah, ki so po večini poseljene s ciprnidnimi vrstami in jezerih, zraste tudi do 40 kilogramov in več. Ker so izdatno hranjeni, imajo višji hrbet.
Vrste gojenih krapov:
- Luskinar - pokrit v celoti s luskami.
- Veleluskinar - ob pobočnicah več velikih lusk.
- Zrcalar (golač) - brez lusk.
- KOI krap (japonski krap) - barvni krap, vseh barv - črn, oranžen, rumen, bel, mešanice (oranžno črn,..).